# Buat
Buat is een bestuurslaag in het regentschap Bungo van de provincie Jambi, Indonesië. Buat telt 1008 inwoners (volkstelling 2010).